# Schizonycha minor
Schizonycha minor är en skalbaggsart som beskrevs av Clifford Hillhouse Pope 1960. Schizonycha minor ingår i släktet Schizonycha och familjen Melolonthidae. Inga underarter finns listade i Catalogue of Life.